# Levanger HK
Levanger Håndballklubb (Levanger HK) är en norsk handbollsklubb från Levangers kommun i Trøndelag fylke. Klubben bildades den 2 april 1990 som ett samarbete mellan handbollsklubbarna Frol Idrettslag och Sportsklubben Nessegutten. Klubbens damlag spelade från 2006 till 2014 i Eliteserien. Från 2003 till 2008 var Mia Hermansson Högdahl assisterande tränare för damlaget.
2013-2014 spelade Levanger HK i EHF-cupen och klubben hade tidigare spelat flera år i de europeiska cuperna med en semifinal i EHF:s cupvinnarcup 2008-2009 som främsta resultat.

## Spelare i urval
- Sara Andersson (2007–2012 och 2014)
- Izabela Duda (2015–2017)
- Åsa Mogensen (f.d. Eriksson) (2006)
- Mari Molid (2012–2014)